# Mu Ophiuchi
Mu Ophiuchi (57 Ophiuchi) é uma estrela na direção da constelação de Ophiuchus. Possui uma ascensão reta de 17h 37m 50.72s e uma declinação de −08° 07′ 07.4″. Sua magnitude aparente é igual a 4.58. Considerando sua distância de 549 anos-luz em relação à Terra, sua magnitude absoluta é igual a −1.55. Pertence à classe espectral B8II-IIIMNp.